# IC 1730
IC 1730 — галактика типу S0 (спіральна галактика) у сузір'ї Овен.
Цей об'єкт міститься в оригінальній редакції індексного каталогу.